# Robert David Hall
Robert David Hall (East Orange, 9 de novembro de 1947) é um ator norte-americano.

## Vida
Em 1978, Hall teve suas duas pernas amputadas em decorrência de um acidente automobilístico, no qual um caminhão destruiu seu carro. O acidente também fez com que o tanque de seu carro explodisse, causando queimaduras em 65% de seu corpo. Atualmente ele usa confortavelmente duas próteses de perna e vários de seus personagens mostram abertamente esta sua deficiência, incluindo o Dr. Albert Robbins, médico legista do seriado CSI: Crime Scene Investigation, da rede CBS.
Além de ator, Hall é um ótimo guitarrista e já foi músico profissional. Também foi DJ por muitos anos em uma rádio de Los Angeles.
Sua citação mais conhecida é "Não se preocupe, minha perna estava descansando!"